# Бялавода (Люблінське воєводство)
Бялавода (пол. Białawoda) — село в Польщі, у гміні Божехув Люблінського повіту Люблінського воєводства.
Населення — 57 осіб (2011).

## Демографія
Демографічна структура станом на 31 березня 2011 року:
|          | Загалом | Допрацездатний вік | Працездатний вік | Постпрацездатний вік |
| -------- | ------- | ------------------ | ---------------- | -------------------- |
| Чоловіки | 26      | 7                  | 15               | 4                    |
| Жінки    | 31      | 8                  | 13               | 10                   |
| Разом    | 57      | 15                 | 28               | 14                   |